# استخوان‌های دوست‌داشتنی (فیلم)
استخوان‌های دوست‌داشتنی (به انگلیسی: The Lovely Bones) نام یک فیلم درام به کارگردانی، نویسندگی و تهیه‌کنندگی پیتر جکسون است. این فیلم اقتباسی از رمان پرفروشی با همین نام نوشته آلیس سبالد در سال ۲۰۰۲ است. داستان درباره دختری است که به قتل رسیده و از بهشت مراقب خانواده‌اش است. او در بین دو راهی انتقام گرفتن از قاتلش و اجازه دادن به خانواده‌اش برای بهبود یافتن، گیر کرده است.
این فیلم در نیوزیلند و ایالت پنسلوانیای آمریکا فیلمبرداری شده است. استخوان‌های دوست داشتنی در ۱۱ دسامبر ۲۰۰۹ در آمریکا و به‌طور رسمی در ۱۵ ژانویه ۲۰۱۰ به‌طور سراسری اکران شد.

## داستان
نوشتار اصلی را بخوانید: استخوان‌های دوست‌داشتنی
دختر چهارده ساله‌ای به نام سوزی توسط همسایه‌اش به قتل می‌رسد. او حالا از برزخ (جایی مثل بهشت) به تماشای خانواده‌اش می‌نشیند که چطور با مسئله قتل او کنار می‌آیند و همچنین به قاتلش می‌نگرد که چه طور مدارک جرم را پنهان می‌کند.

## بازیگران
- سیرشا رونان در نقش سوزی سالمون
- مارک والبرگ در نقش جک سالمون، پدر سوزی
- ریچل وایس در نقش مادر سوزی
- استنلی توچی در نقش جورج هاروی، قاتل سوزی
- رز مک‌ایور در نقش لیندزی سالمون، خواهر سوزی
- سوزان ساراندون در نقش مادربزرگ سوزی
- مایکل امپریولی در نقش لن فنرمن، کارآگاه پرونده سوزی
- ریس ریچی در نقش ری سینگ، پسری که عاشق سوزی
- رابین مالکوم